# Anatolij Dodor
Anatolij Prokofjewicz Dodor (ros. Анатолий Прокофьевич Додор, ur. 10 maja 1939 w Noworosyjsku, zm. 7 października 2011 w Niżnym Tagile) – radziecki tokarz, Bohater Pracy Socjalistycznej (1971).

## Życiorys
Od 1955 pracował jako tokarz w warsztacie uralskiej fabryki wagonów należącej do Ministerstwa Przemysłu Obronnego ZSRR w Niżnym Tagile. Wyróżniał się w pracy, wydatnie przyczyniając się do wykonania z nadwyżką kolejnych planów pięcioletnich przez fabrykę. W 1966 został członkiem KPZR, 9 kwietnia 1971 i 5 marca 1976 na XXIV i XXV Zjazdach został wybrany członkiem Centralnej Komisji Rewizyjnej KPZR. Był również członkiem Obwodowego i Miejskiego Komitetu KPZR i członkiem KC Związku Zawodowego. Napisał książkę Moja raboczaja czest'. 16 września 1980 otrzymał honorowe obywatelstwo Niżnego Tagiłu. Zginął potrącony przez samochód.

## Odznaczenia
- Medal Sierp i Młot Bohatera Pracy Socjalistycznej (26 kwietnia 1971)
- Order Lenina (26 kwietnia 1971)
- Order Rewolucji Październikowej (29 marca 1976)
- Medal „Za pracowniczą wybitność” (29 sierpnia 1969)

I medale.